# Brasão de armas de Luxemburgo
O brasão de armas do Luxemburgo teve a sua origem na Idade Média, e foi obtido a partir do Ducado de Limburgo, em dias modernos composto pela Bélgica e os Países Baixos. Em língua heráldica, estas armas são descritos como: burely de 10 argent e azure, um leão galopante fila fourché em saltire gules armados, langued e coroado ou.
O leão vermelho aparece nela, com fundo de listras prateadas e azuis.

## O brasão de armas de Henrique V, Conde de Luxemburgo (1216-1281)
Henrique V do Luxemburgo é o primeiro conde de Luxemburgo a adoptar uma forma primitiva destas armas. O seu pai, Waleran III do Luxemburgo, Duque de Limburgo, portou as armas ou brasão,  um leão vermelho, rampante (em posição de ataque)e com a cauda em forquilha, linguado armado (unhas) e coroado em ouro. Henrique V substituiu o campo branco por uma série de listras brancas e azuis (burely de 10 argent e azure) para diferenciar do seu meio-irmão Henrique IV do Luxemburgo, Duque de Limburgo.
É ainda incerto se as origens destas 10 listas prata e azul. Jean-Claude Loutsch, o mais proeminente heráldista do Luxemburgo, da autoria da teoria de que o original das dinastias do Luxemburgo pode ter nascido um pendão ou bandeira listada (cores desconhecidas). Duas dinastias estreitamente relacionadas com as primeiras Casas do Luxemburgo usaram igualmente brasões de armas listrados durante este período. Ambos os Condes de Loon e Condes de Grandpré portaram armas com 10 ou mais listras  "or et gules" (listras amarelo e vermelho alternadas). Nesse caso, a escolha da cor das listras teria sido determinada para corresponder ao campo branco e vermelho do leão de Limburgo.

Brasão de armas de Waleran III, Duque de Limburgo
Brasão de armas dos Condes de Grandpré e dos Condes de Loon
Brasão de armas de Henrique V, Conde do Luxemburgo

## O brasão de armas de Henrique VI, conde de Luxemburgo (1240-1288)
Em 1282, após a morte de Waleran IV do Limburgo, Henrique VI, mudou as suas armas, duplicando a cauda do leão e colocando-o sobre fundo listado de azul e branco. Após a morte de Henrique VI em 1288, na Batalha de Worringen, Henrique VII do Luxemburgo readoptou as armas do seu avô, que se mantiveram em uso até a extinção da Casa do Luxemburgo.

Brasão de armas dos Duques de Limburgo
Brasão de armas de Henrique VI, Conde de Luxemburgo de 1282 a 1288
Brasão de armas dos Condes de Luxemburgo depois de 1288